# Adolf Mahr
Adolf Maria Mahr (* 7. Mai 1887 in Trient, Österreich-Ungarn; † 27. Mai 1951 in Bonn) war ein österreichischer Archäologe. In den 1930er Jahren war er Direktor des Irischen Nationalmuseums.

## Lebensweg
Sein Vater Gustav Mahr und seine beiden Großväter waren Militärmusiker. Mahr entschied sich früh, aus der Familientradition auszubrechen. Die Familie stammte aus Böhmen. Seine Kindheit verbrachte er mit den häufig wechselnden Dienststellen seines Vaters in Bregenz, Trient, Linz und Krakau. 1906 trat er in Salzburg seinen Dienst als Einjährig-Freiwilliger an. Während seines Studiums an der Universität Wien, das er mit der Promotion zum Dr. phil. abschloss, wurde er Mitglied des Corps Symposion Wien. Im Ersten Weltkrieg wurde er nicht eingezogen, weil er auf dem Paukboden am rechten Arm so verletzt wurde, dass er ihn zeitlebens nicht mehr strecken konnte, auch nicht so, wie es für den Hitlergruß nötig gewesen wäre.
Mahr hatte sich während seines Studiums vom Katholizismus zum Atheismus hingewendet, wurde dann aber nach seiner Hochzeit 1921 wie seine Frau protestantisch. Nach seinem Studium forschte er zunächst als Archäologe zur Hallstattkultur. Mahr war Archäologe und Abteilungsleiter am Naturhistorischen Museum Wien. Der sprachbegabte Wissenschaftler (Holländisch, Serbisch, Italienisch, Spanisch, Französisch, dazu Latein und Altgriechisch, jedoch nicht Englisch) wurde Ende September 1927 Leiter der Abteilung für das irische Altertum am Irischen Nationalmuseum. Bis Ende 1927 hieß es National Museum of Science and Art.

### Irland
Für den Umzug musste er sich bei seinem Schwiegervater verschulden. In Irland erhielt er zunächst ein Jahressalär von £ 740, als Direktor ab 1934 £ 840 + 20 pro weiterem Dienstjahr. Seine Mitarbeiter beschrieben ihn als kollegial und persönlich bemüht.
Während des Besuchs von Oskar Kokoschka im Juni und Juli 1928 war es Mahrs Aufgabe, ihn im Namen der deutschen Gemeinde zu betreuen. Ihre erste Wohnung in Dublin nahm die Familie am 37 Waterloo Place (heute: Upper Leeson St.). Zuhause wurde v. a. Deutsch gesprochen.
Erstmals wurden unter seiner Ägide die archäologischen Bestände verschiedener Institutionen (auf Karteikarten) katalogisiert. Zwar hatte es in Irland mit George Coffey, George Petrie und Sir William Wilde bereits im 19. Jahrhundert bedeutende Archäologen gegeben, durch seine Systematisierung wird jedoch von vielen Mahr als der „Vater der irischen Archäologie“ betrachtet.
An der Abfassung des Denkmalschutzgesetzes (National Monuments Act 1930) war er federführend beteiligt. Die irische Regierung gab für den 31. Eucharistischen Weltkongress, der im Juni 1932 in Dublin abgehalten wurde, ein Buch über frühirische christliche Kunst (Christian Art in Ancient Ireland) in Auftrag.
Am 16. Juni 1934 wurde Mahr zum Direktor des Hauses ernannt. Fachlich hervorragend qualifiziert, baute er eine eigenständige irische Archäologie auf. In dieser Eigenschaft nahm er, die irischen Wissenschaften repräsentierend, im Mai 1937 an der Krönung von Georg VI. teil.
Mahr trat zum 1. April 1933 der NSDAP bei (Mitgliedsnummer 1.483.301). Als 1934 in Dublin eine Zelle der NSDAP-Auslandsorganisation in Irland (AO) gegründet wurde, war er erster Vorsitzender und in dieser Funktion sehr aktiv. Auch mischte er sich in die diplomatische Arbeit der Gesandtschaft ein. Als der Gesandte Georg von Dehn-Schmidt nach Bukarest versetzt wurde und bei seinem Abschiedsbesuch den Ring des päpstlichen Nuntius küsste, sorgte Mahr dafür, dass im Stürmer ein Hetzartikel veröffentlicht wurde. Da das als eines Repräsentanten des „Dritten Reiches“ unwürdig galt, wurde Dehn-Schmidt auf Führerbefehl in den vorläufigen Ruhestand versetzt.
Für die Volksabstimmung anlässlich des Anschlusses von Österreich organisierte Mahr 1938 einen Bootsausflug für ortsansässige Deutsche, so dass in internationalen Gewässern eine Stimmabgabe erfolgen konnte. Deutscherseits erhielt er eine Professur e. h. Im Dezember 1938 teilte er dem Auswärtigen Amt mit, er wolle die Ortsgruppenleiterschaft abgeben, um dienstrechtliche Probleme als irischer Staatsbeamter zu vermeiden. In seinen Nazi-Aktivitäten, die auch öffentlich bei Versammlungen im Red Bank Restaurant stattfanden, ließ er nicht nach. Nachfolger als Vorsitzender der Ortsgruppe wurde Heinz Mecking. Es ist fälschlicherweise vermutet worden, dass er für Deutschland nachrichtendienstlich aktiv war.
1937 wurde er zum Präsidenten der British Prehistoric Society gewählt. Im Jahr 1938/39 war Mahr Robert Munro Lecturer für Anthropologie und Prähistorische Archäologie. Im Juni desselben Jahres bekam er von Éamon de Valera persönlich £ 400, um eine Ausgrabung in Drimnagh vollenden zu können.

### Deutschland
Mahr erhielt eine Einladung, am Reichsparteitag 1939 teilzunehmen. Mit seiner Familie verließ er Irland am 19. Juli, auch um am 6. internationalen Archäologenkongress in Berlin teilzunehmen. Von der britischen Kriegserklärung am 3. September wurde er in Deutschland überrascht, so dass eine Rückkehr nach Dublin nicht möglich war. Zunächst lebte er in Bad Ischl. Im Sommer 1940 begab er sich auf eine Vortragsreise durch Ungarn und die Schweiz.
Aufgrund seiner Irlandkenntnisse gelang es Mahr, beim Auswärtigen Amt für ausländisches Rundfunkwesen beschäftigt zu werden. Er wurde für die seit Kriegsbeginn einmal wöchentlich ausgestrahlten Sendungen in irischer Sprache zuständig und war Leiter der vorgesetzten Stelle von William Joyce. Sein Vorschlag, auf Iren zielende englischsprachige Sendungen aufzunehmen, wurde im Mai 1941 aufgegriffen. Im Wintersemester 1942/43 hatte er einen Teilzeit-Lehrauftrag in Archäologie an der Universität Bonn. Die Berliner Wohnung der Familie wurde im Sommer 1943 ausgebombt. Im Frühjahr 1943 wurde Mahrs Dienststelle nach Krummhübel in Schlesien verlagert. In diesem Ort war er an der „Antijüdischen Auslandsaktion“ des AA, einer Tagung am 3./4. April 1944, als Referent beteiligt. Das Protokoll meldet: Mahr behandelt in seinem Referat die antijüdische Auslandsaktion im Rundfunk. Er fordert die Durchsetzung der deutschen Rundfunksendungen nach dem Ausland mit antijüdischem Aufklärungsmaterial und die Beeinflussung des Rundfunks der uns nahestehenden oder verbündeten Länder in ähnlichem Sinne unter Wahrung der Souveränität der betr. Länder. Im binnendeutschen Funk sei für gutes Material zu sorgen. In der Aussprache zu den Referenten empfiehlt [Mahr] ferner die Anlage von Listen jüdischversippter Hochfreigradmaurer, Journalisten, Schriftsteller und Wirtschaftler (S. 167).
Bis 1944 stieg er zum Leiter von Ru-9 auf, zuständig für politische Sendungen und antisemitische Propaganda in die englischsprachigen Länder. Eine Übernahme des Auslandsreferats aus dem Auswärtigen Amt (Ribbentrop) in das Propagandaministerium (Goebbels) konnte er verhindern.
Im Januar 1946 wurde Mahr verhaftet und in das Lager Fallingbostel eingeliefert, wo den üblichen verschärften Verhörmethoden (3rd degree) unterworfen wurde. Als zu jener Zeit im House of Commons Fragen zur Misshandlung von Gefangenen diskutiert wurden, etablierte die britische Militärverwaltung die Praxis, kranke Gefangene nach Hause zu entlassen. Auch Mahr wurde am 10. April krank entlassen.

### Nachkriegszeit
Unmittelbar nach Kriegsende beantragte Mahr, nach Irland auf seinen Posten zurückkehren zu können. Seine Rückkehr nach Irland wurde effektiv durch eine Frage der pro-britischen Oppositionspolitiker John Dillon in der Dáil Éireann verhindert. Man entschied sich, auch auf Rat des Geheimdienstchefs Dan Bryan, die Sache auf die lange Bank zu schieben und Mahr nach dem Erreichen der ersten Altersgrenze (60) zu pensionieren. Das irische Kabinett kam in den Sitzungen vom 21. September 1945 und 9. Juli 1946 formell zu keiner Entscheidung. Am 5. November 1948 wurde dann beschlossen, Mahr mit angemessener Pension in den Ruhestand zu versetzen. Er erhielt dann eine Abfindung von £ 382 und jährliche Pension von £ 151, die jedoch an seine Witwe nicht weitergezahlt wurde.
Die Kriegsereignisse hatten Mahr bezüglich seiner rassistischen Überzeugung nicht geläutert. Im Sommer 1946 äußerte er zu der Heirat seiner Tochter Hilde Bedenken, da der Frankfurter Bräutigam „ein Achtel jüdisches Blut“ habe (S. 183), stimmte der Vermählung dann aber zu. In seinem Entnazifizierungsverfahren wurde er zunächst in Klasse II („belastet“) eingereiht, später auf III herabgestuft. Am Bonner Museum erhielt er die Möglichkeit, unentgeltlich zu arbeiten, hinter den Regalen in seinem Arbeitszimmer schlief er auch. Anfang 1951 wurde er als zukünftiger Leiter eines Instituts für Geschichte des Bergbaus vorgeschlagen. Im Februar erlitt er einen nicht erkannten leichten Herzinfarkt, dem im Mai ein schwerer folgte, an dem er 64-jährig verstarb. Begraben ist er auf dem Poppelsdorfer Friedhof.

### Familie
Mahrs Eltern waren Gustav Johann Mahr (* 23. November 1858 in Brandýs nad Labem-Stará Boleslav; † 1. September 1930 in Hargelsberg), k.k. Militärkapellmeister und Komponist (seinerseits Sohn des Militärkapellmeisters  Franz Anton Mahr), und Maria Antonia, geb. Schroll (* 4. März 1866 in Prag; † 15. Februar 1945 in Linz).
Während des Ersten Weltkriegs hatte Mahr eine Verlobte, die sich 1918 in der Donau ertränkte. Seine Frau Maria van Bemmelen war Holländerin (* 18. April 1901 im Haag; † 30. Oktober 1975 in Hailer-Gelnhausen), Tochter des Groninger Biologieprofessors Johan Frans van Bemmelen (* 26. Dezember 1859 in Groningen; † 6. August 1956 in Leiden) und dessen Frau Adriana Jacoba Paulus (* 27. Juni 1873 in Den Haag; † 19. März 1945 in Leiden); Enkelin des Chemikers Jacob Maarten van Bemmelen. Marias verwitwete jüngere Schwester Jozien war im Zweiten Weltkrieg die persönliche Sekretärin von Arthur Seyß-Inquart, den sie aus Wien kannte. Ihr Bruder Jaap, war Richter und Professor für Strafrecht in Leiden und wurde gegen die deutschen Besatzer aktiv.
Mahrs Kinder
Gustav (* 3. August 1922, † 1. Feb. 2012, Berlin), begann sich nach amerikanischer Kriegsgefangenschaft 1951 ebenfalls der Archäologie zuzuwenden
Hildegard (* 24. Juli 1926, Klagenfurt), Medizinisch-technische Assistentin
Ingrid Erica Roswitha (* 26. Juli 1929, Dublin; † März 2015, Hailer)
Ulrike Brigitta Wilhelmina, genannt Brigitte (engl. Brigit) (* 3. Januar 1933, Dublin)